# Яново (гміна Сьрода-Велькопольська)
Яново (пол. Janowo, нім. Hanstedt) — село в Польщі, у гміні Сьрода-Велькопольська Сьредського повіту Великопольського воєводства.
Населення — 114 осіб (2011).
У 1975-1998 роках село належало до Познанського воєводства.

## Демографія
Демографічна структура станом на 31 березня 2011 року:
|          | Загалом | Допрацездатний вік | Працездатний вік | Постпрацездатний вік |
| -------- | ------- | ------------------ | ---------------- | -------------------- |
| Чоловіки | 57      | 11                 | 45               | 1                    |
| Жінки    | 57      | 19                 | 33               | 5                    |
| Разом    | 114     | 30                 | 78               | 6                    |